# Murchisita
La murchisita és un mineral de la classe dels sulfurs. Va ser descobert en un meteorit trobat a prop de Murchison (Victòria, Austràlia), indret del qual n'agafa el nom i l'únic on s'ha trobat aquesta espècie mineral.

## Característiques
La murchisita és un sulfur de fórmula química Cr₅S₆. Cristal·litza en el sistema trigonal.
El material tipus és un cristall subèdric en contacte amb kamacita, ferro martensític, schreibersita i vidre ric en calci i alumini, tots ells inclosos en u gra d'olivina forsterític aïllat de la matriu del meteorit. Tot i que el material tipus conté petites quantitats de vanadi, ferro, níquel i fòsfor, el seu patró de difracció d'electrons coincideix al del Cr₅S₆ sintètic.
Aquest mineral encara no ha estat classificat segons la classificació de Nickel-Strunz.